# シュワルツ試薬
シュワルツ試薬（Schwartz's reagent）またはジルコノセンクロリドヒドリド（Zirconocene Chloride Hydride）は、化学式が(C5H5)2ZrHClの有機金属化合物で、サンドイッチ化合物およびメタロセンの一つである。この化合物は有機合成においてアルケン、アルキンのさまざまな変換に使われる。

## ヒドロジルコノ化反応
シュワルツ試薬はヒドロジルコノ化と呼ばれる反応でアルケンまたはアルキンと反応し、C=CまたはC≡C結合にZr-H結合が付加する。アルケンのヒドロジルコノ化の選択性は細かく研究された。不飽和炭素-炭素結合への付加の速度は、末端アルキン＞末端アルケン - 内部アルキン＞二置換アルケンである。アシル錯体はヒドロジルコノ化によるC-Zr結合へのCO基の挿入によって合成することができる。

## 合成
この錯体はWailesとWeigoldによって初めて合成された。市販品を購入することもできるが、水素化アルミニウムリチウムによる二塩化ジルコノセンの還元によって容易に合成することができる。
{\displaystyle {\ce {(C5H5)2ZrCl2\ + 1/4 LiAlH4 -> (C5H5)2ZrHCl\ + 1/4 LiAlCl4}}}
この反応では副生成物として {\displaystyle {\ce {(C5H5)2ZrH2}}} も生成するが、ジクロロメタンで処理することにより塩化水素の混合物を与える。一方、ジヒドリドからシュワルツ試薬を生成させる方法も報告されている。
シュワルツ試薬は100以上の天然化合物合成に使われていると言われている。